# Здание Сейма Латвии
Здание Сейма Латвии — здание Сейма Латвийской Республики (латыш. Latvijas Republikas Saeimas nams), бывший Дом рыцарей Видземе, расположено в Старой Риге на улице Екаба, 11.
Первоначально служило зданием Видземского местного самоуправления — управление Лифляндского ландтага. После Первой мировой войны здесь находились Народный Совет и Правительство Латвийской ССР. В 1920 году здание было передано Учредительному собранию Латвийской Республики, а в 1923—1934 годах здание использовалось для нужд парламента Латвийской Республики и Сейма. С 1934 года в здании находилась администрация президента Латвии. После вхождения Латвии в состав Советского Союза в 1940 году и после Второй мировой войны в здании функционировал Верховный Совет Латвийской ССР, с 1990 по 1993 год Верховный Совет Латвийской Республики. С 1993 года в здании снова располагается Сейм.

## Описание
Сама идея здания, построенного в стиле эклектического историзма, проистекает из ренессансной архитектуры Флорентийского дворца. Ренессансные мотивы использовались в форме здания и в главном зале, где проходили встречи и торжества Видземского ландтага, стиль Людовика XVI вдохновил на создание интерьера Жёлтого зала, а готический стиль — на планировку столовой. Фасад здания XIX века. Через пару лет после возведения здания на его внешней стене в нише на 2-м этаже была установлена статуя Вальтера фон Плетенберга, которую, по словам художника Иоганна Адольфа Тимма, сделал датский скульптор Дэвид Йенсен.

## История здания
Первое здание Лифляндского рыцарства (нем. Ritterhaus) было построено в 1755 году. Оно было радикально перестроено в 1863—1887 годах выпускниками архитектурно-строительного факультета Санкт-Петербургской академии художеств Янисом Бауманисом (1834—1891) и Робертом Пфлугом (1832—1885). Новый дом был освящён 8 мая 1867 года. С 1900 по 1903 год здание было значительно расширено архитектором Вильгельмом Нейманом. 17 октября 1921 года здание сильно пострадало от пожара и к 1923 году было значительно перестроено (архитектор Эйжен Лаубе) для нужд Сейма Латвийской Республики. В 1922 году статуя Плеттенберга была демонтирована и заменена на скульптуру Лачплесиса работы Рихарда Маурса. В 1950-х годах скульптура Лачплесиса была демонтирована, а в 2007 году была установлена её копия, подаренная предпринимателем Евгением Гомбергом.
Во время немецкой оккупации в годы Второй мировой войны здание было занято германской полицией и высшим управлением СС в Остланде. В этот период интерьер многих комнат был повреждён, большая часть коллекции книг, прикладного искусства и живописи, сохранившаяся как при рыцарстве, так и в период Латвийской Республики, была вывезена в Германию. Часть коллекции была утрачена в послевоенный период, когда в здании находился Верховный Совет Латвийской ССР.
В начале 1980-х годов один из внутренних дворов был перестроен, и была создана новая комната, в которой сейчас находится Зал для выборов. В 1996 году вестибюль и Большая мраморная лестница были отреставрированы. В 1997 году по проекту архитектора Андриса Вейдемана был создан новый внутренний зал палаты. 4 мая 1990 года Верховный Совет Латвийской ССР принял Декларацию о восстановлении независимости Латвийской Республики, а в 1993 году начал работу 5-й Сейм.

## Галерея
- Зал заседаний
- Желтая комната
- Красная комната
- Белая комната
- Комната для голосования
- Коричневая комната
- Парадная лестница
- Главный вход на улице Клостера
- Здание зимой
- Вид на улицу Екаба
- Статуя Лачплесиса, установленная в 2007 г. (оригинал демонтирован в 1950 г.)
- Вид от здания на Улицу Клостера и церковь Святого Якоба